# Нитирэн (буддизм)

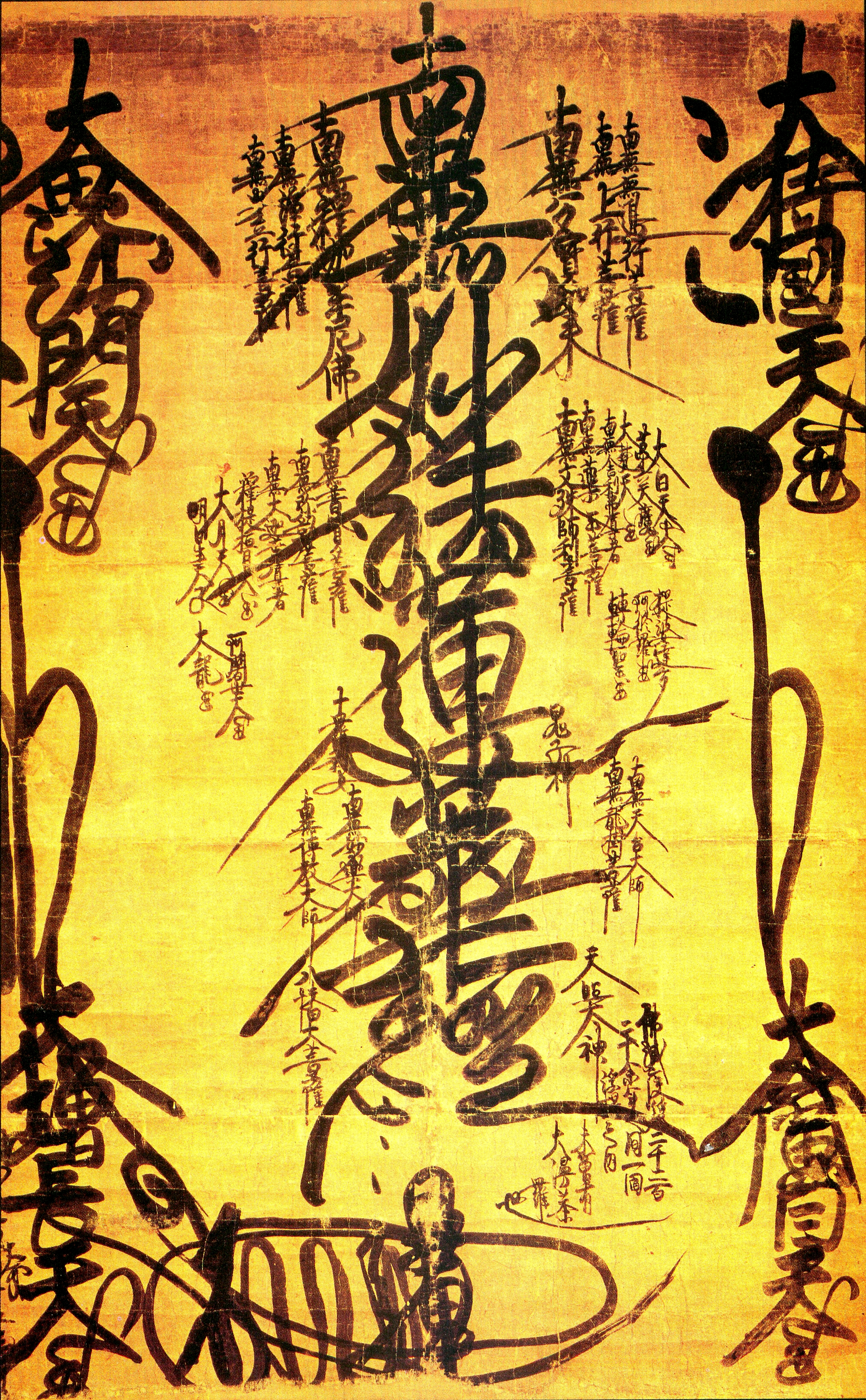
Мандала Гохондзон, написанная Нитирэном в 1280 году. Надпись в центре — название Лотосовой сутры

Нитирэн-сю (яп. 日蓮宗) — одно из ведущих японских направлений буддизма. Основано в середине XIII века монахом Нитирэном. Школа, которую мы ныне знаем под названием Нитирэн, изначально называлась Хоккэ-сю (от сокращенного японского названия Лотосовой сутры — Хоккэ-кё). Название Нитирэн-сю школа приобрела в 60-х годах XIX века.
Нитирэн сильно отличала от других японских буддийских направлений XIII века особенная сотериологическая доктрина. Согласно ей, спасение можно достигнуть уже в этой жизни, а не посредством промежуточного рая, как это считалось в школе Чистой Земли. Помимо этого, объектом спасения в Нитирэн является не отдельно взятый человек, а общество и страна в целом. Почти всю свою историю Нитирэн-сю находилась в оппозиции светским властям и другим буддийским школам. Догма Нитирэн-сю зачастую была несовместима с доктринами других школ. Ведь несмотря на идею плюрализма спасений, о которой говорится в сутре Лотоса, школа Нитирэн пропагандирует свой единственно верный способ спасения.

## Учение
Одно из основных догматических понятий в Нитирэн — три великих тайных закона, которые, в свою очередь, базируются на учении школы тэндай о десяти взаимопроникающих «мирах Дхармы». Следуя всем трём законам, человек подавляет в себе все низшие миры и пробуждает в себе «Мир будды».
1. Поклонение гохондзону (букв. Истинно-почитаемому), то есть мандале, где посередине начертано полное название Лотосовой сутры на японском. С точки зрения учения Нитирэн, гохондзон желательно иметь всем жителям Японии. Каждый знак надписи — это запечатлённое откровение Будды, когда весь текст полностью — это воплощение истинной сущности Дхармы.
2. Посещение Кайдана, места всеобщего единения. В таких кайданах нитирэнский монах должен посвящать каждого пришедшего в смысл знаков полного названия Лотосовой сутры. Также существует концепция о «великом кайдане», где хранился бы общегосударственный главный гохондзон.
3. Подобно амидаистской практике нэмбуцу, в Нитирэн существует практика произнесения даймоку — фразы «Наму Мёхо-рэнгэ-кё!» (букв. «Славься Сутра о Цветке Лотоса Чудесной Дхармы!»).

В работах Нитирэна прослеживаются следы синто-буддийского синкретизма. Нитирэн не раз ссылается на авторитет ками в качестве доказательства истинности предложенного им пути спасения.

## История

### История школы при жизни основателя
Основы мировоззрения Нитирэна образовывались с 1242 по 1251 год, во время его странствий по разным японским монастырям. Нитирэн изучил огромное количество различных сутр и трактатов, поэтому говорить, что его мировоззрение целиком и полностью основано на Лотосовой сутре — неверно. Его антиамидаистские настроения, возможно, пошли от монахов горы Хиэй, которые отрицательно относились к культу Будды Амитабхи.
Изначально Нитирэн задумывался о возвращении былого величия школе тэндай, однако консерватизм монахов этой школы, распри между фракциями и эзотеризация учения заставили думать Нитирэна о создании нового буддийского религиозного движения.
Когда в 1253 году монах вернулся в родной монастырь Киёдзуми-дэра, согласно одной из версий его жития, ранним утром 4 лунного месяца 28-го дня он взошёл на холм, долгое время стоял, неподвижно глядя на восток. На заре с его уст сорвалось заветное «Наму Мёхо-рэнгэ-кё!», поэтому 1253 год принято считать годом откровения Нитирэну фразы даймоку. В самой школе Нитирэн этот день называется кайкё — «Открытие учения». В полдень того же дня Нитирэн выходит с проповедью перед монахами, содержание которой нам доподлинно неизвестно. Вероятнее всего он в грубой форме раскритиковал амидаистские и дзэнские школы, обвинив их в отступлении от «истинного закона», а также объявил сутру Лотоса единственным правильным откровением в эпоху маппо (по-другому — эпоха конца закона. Это временной промежуток в буддийской эсхатологии, когда учение Будды окончательно забыто и происходят различные бедствия и несчастья). Так или иначе, его проповедь не нашла отклика среди монахов, а местный дзито сразу после проповеди приговорил Нитирэна к казни. Нитирэн бежал из монастыря тайными путями. Существует анонимный документ, согласно которому местный дзито желал завладеть Киёдзуми-дэра, ведь монастырь обладал обширными поместьями. Вероятнее всего, этот дзито видел в Нитирэне угрозу для себя и своих владений ещё до проповеди. Потерпев неудачу в Киёдзуми, Нитирэн отправился в Камакура, столицу сёгуната. Сёгун привлекал в своё окружение всё прогрессивное и энергичное в стране, от чего реализовать планы по восстановлению былой славы тэндай виделись осуществимыми только в Камакуре.
В Камакуре Нитирэн обосновался в домике в районе Мацуба-Га-Яцу, на южной окраине столицы. Его слава неуклонно росла, и со временем у его домика собиралось всё больше и больше желающих выслушать проповедь. В конце 1253 года у Нитирэна появился его первый ученик по имени Дзёбэн, воспринявший учение Хоккэ-сю с большим энтузиазмом. Дзёбэн также проходил обучение у монахов на горе Хиэй, и он практически полностью разделял мнение Нитирэна об упадке школы тэндай. Будучи одним из ближайших последователей Нитирэна, Дзёбэн получил «имя в дхарме» Ниссё. C 1256 год у домика Нитирэна стали организовываться регулярные съезды с огромным количеством подвижников. Метод прозелитизма Нитирэна назывался сякубуку. Заключался он в указывании на заблуждения во взглядах и обвинении в незнании пути Будды. Выбор в сторону сякубуку (дословно переводится как «Сгибать и подчинять»), а не его противоположности сёдзю (дословно переводится как «Ухватывать и брать», спасение путём сострадания, протягивания руки помощи обычному человеку) не случаен: сам Нитирэн призывал к пресечению деятельности всех других буддийских объединений из-за, с его точки зрения, ложности доктрин. Адепты Хоккэ-сю стали выходить на улицы Камакура и проповедовать свою учение, что создало приток приверженцев в формирующиеся буддийское религиозное движение. Нитирэн одинаково относился как к мирянам, так и монахам, называя всех своими учениками. Одинаково его отношение было и к монахам с формальным посвящением (коим являлся сам Нитирэн) и к монахам без него. Именно слой из неофициального монашества составил костяк движения.
Монахи с формальным посвящением, которые стали частью Хоккэ-сю, как правило, были выходцами из тэндай. Они поддерживали идею о восстановлении былого величия школы или разделяли взгляды Нитирэна о моральном и идейном разложении тэндай. Сначала у Хоккэ-сю не было своих храмов, поэтому множество монахов с официальным посвящением жили в тэндайских монастырях, где исповедовали учение Нитирэна тайно. А впервые принявшие постриг монахи проживали в домах у мирян, поддерживавших школу Нитирэн. Существовали специальные монахи-координаторы, которые направляли действия нитирэновской сангхи. Каждый из таких «координаторов» отвечал за свой регион.

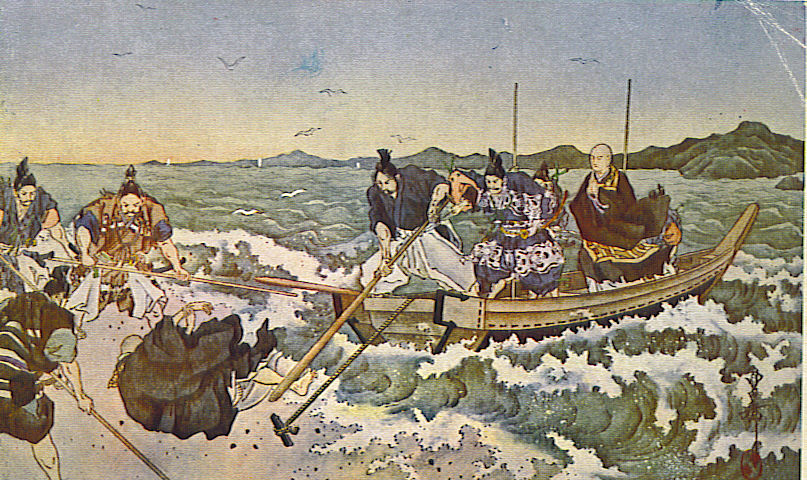
Нитирэна ссылают на Идзу. Его ученик Нитиро пытается отправиться в ссылку вместе с учителем, но его не подпускают.

В 1261 Нитирэн был осуждён за злонамеренную клевету в адрес буддийской церкви и государства по 12 статье кодекса «Дзёэй Сикимоку», за что был сослан на полуостров Идзу. Политические неудачи не останавливали Нитирэна, а скорее только подогревали его интерес к дальнейшим проповедям. В 1271 году его повторно приговаривают по этой же статье к ссылке на остров Садо. Как считается среди апологетов Нитирэна, властм сразу после вынесения приговора суда отправили его в пригород Камакура Тацу-но кути — место казни преступников. Там с ним произошло знаковое событие, которое часто фигурирует в агиографической литературе о Нитирэне. По дороге к Тацу-но кути Нитирэн произнес речь у статуи Хатимана, в которой назвал себя первым подвижником Лотосовой сутры, защитником Японии, а значит и защитником Аматэрасу и Хатимана. Ещё одна речь была произнесена на месте казни, где Нитирэн назвал себя первым человеком, отдавшим жизнь за сутру Лотоса, поскольку исчерпал все силы оказывать благодеяния стране. Когда этап подготовки к казни был завершён, ярчайший луч света ослепил палача и конвой. Палач выронил меч из рук, когда все сопровождавшие Нитирэна воины разбежались. Нитирэн призывал их вернуться и отрубить ему голову, но возвращаться никто не осмелился.
Во второй половине 70-х годов Нитирэн обосновался на горе Минобу. Тогда он стал управлять своей школой с помощью переписки с доверенными учениками. Нитирэн отказался от активной политической деятельности и посвятил 8 лет своей жизни систематизации учения и прочей религиозно-писательской деятельности. Прозелитизмом теперь стали заниматься его ученики, за которыми Нитирэн тщательно следил, опять же, путём переписки. Осенью 1282 года Нитирэн отправился лечиться на горячие источники в Хитати. На пути к источникам ему стало плохо, и он остановился у одного из своих мирян-последователей. Предчувствовав близкую смерть, он назвал имена шести своих самых близких учеников, на которых он возложил ответственность за судьбу движения.

### История школы после смерти основателя
Религиозное движение, начатое Нитирэном, организационно оформилось при учениках Нитирэна. Перед смертью Нитирэн назначил шесть старших монахов, среди них были Ниссё, Нитиро, Никко, Нико, Ниттё и Нитидзи. Он завещал захоронить его останки на горе Минобу и позаботиться о его могиле и храме Куондзи. 23 января 1283 года состоялась мемориальная служба. Много религиозных последователей и мирян пришло на службу, но двое старших учеников отсутствовали, это были Нико и Ниттё. Это было связано с тем, что Минобу находилось достаточно далеко от тех мест, где проживали последователи Нитирэна. Например, Нико жил в 330 километрах от Минобу. В связи с этим было принято решение причислить ещё 12 учеников к первоначальным шести. По завещанию Нитирэна служитель храма должен был регулярно меняться. Для этих целей было составлено помесячное расписание. Каждый из учеников отвечал за деятельность объединения в различных областях страны, данный факт способствовал развитию сепаратизма на местах. Для координации деятельности руководителей местных групп было решено проводить ежегодные собрания на горе Минобу длительностью в один месяц.
Вскоре стало понятно, что регулярные собрания невозможны по ряду причин: преследование адептов школ, трудность путешествия до Куондзи. В связи с этим Никко решил стать настоятелем храма Куондзи, с чем согласился главный мирской «спонсор» в этом районе Намбу Санэнага. С конца 1285 года Никко официально стал главой монастыря и пробыл в этой должности три года. Однако уже в начале 1286 года на Минобу поднялся Нико, руководивший деятельностью организации в провинции Симоса. Формально он хотел помочь Никко нести тяжёлое бремя по защите святого места. К Нико примкнул и Намбу Санэнага, что вынудило Никко покинуть Минобу. Никко поселился в Тайсэкигахара у подножья горы Фудзи, где построил себе обитель, которая позднее стала храмом Тайсэкидзи.
В 1289 году произошёл окончательный раскол движения: Никко обвинил Ниссё и Нитиро в предательстве имени Нитирэна. Позднее школа Никко была названа школой Фудзи, а храм Тайсэкидзи стал центральным храмом Нитирэн-сёсю. Последователи Никко не сотрудничали с другими ветвями школы и в течение почти семисот лет вели противоборство.

## Два основных ответвления

### Ити
Ити — самое многочисленное направление в Нитирэн. В школах Ити почитаются как «теоретическая» (яп. 迹門, «Инкарнирующие врата»), так и «сущностная» часть (яп. 本門, «Изначальные врата») Лотосовой сутры.

### Сёрэцу
В школе сёрэцу признается превосходство «сущностной» части Лотосовой сутры над «теоретической».

## Известные последователи
- Хонъимбо Санса — великий игрок в го XVII века
- Миядзава, Кэндзи — писатель
- Като Киёмаса — полководец конца XVI, начала XVII веков
- Нагано, Хиромити — спортсмен
- Утагава Куниёси — художник
- Керр, Миранда — модель
- Блум, Орландо — актёр
- Хэнкок, Херби — джазовый пианист
- Тина Тёрнер — американская певица, актриса
- Сюзанна Вега — американская певица и поэт